# Olkkala gård
Olkkala gård (finska: Olkkalan kartano) är en herrgård i Vichtis i det finländska landskapet Nyland. Gården som har bildats på 1300-talet ligger i byn Olkkala. Den nuvarande huvudbyggnaden i empirestil har färdigställds år 1845.

## Historia

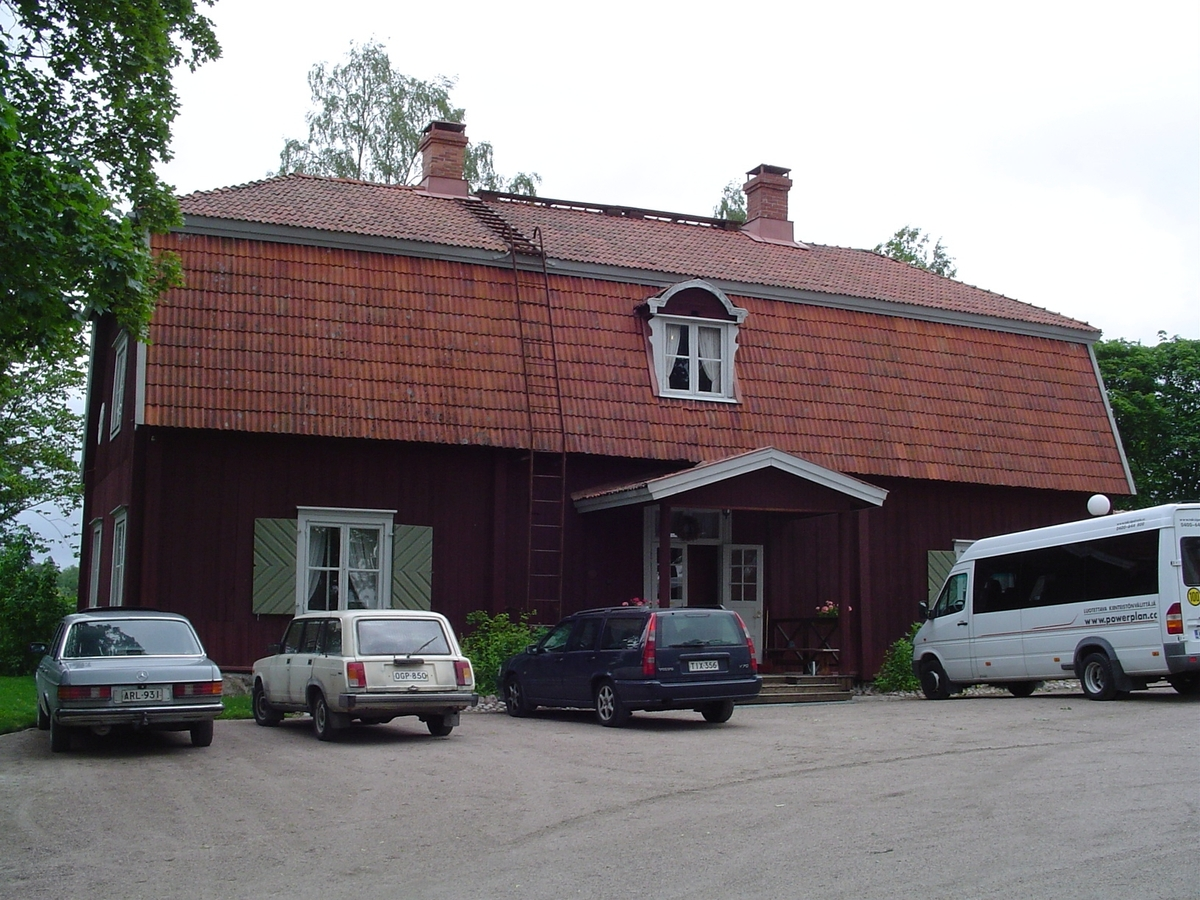
Olkkala gårds gamla huvudbyggnad år 2004.

Olkkala gård bildades redan på 1300-talet. Gården har varit ett viktigt centrum för lokal industriverksamhet. I juni 1783 övernattade kung Gustav III i Olkkala gård. Den nuvarande huvudbyggnaden är skyddat enligt lag. Byggnaden uppfördes när släkten af Hällström ägde Olkkala. År 1997  köptes Olkkala gård av Jorma Pulla som restaurerade hela gården. Efter Pullas död blev affärsmanen Antero Parma ägaren till gården genom köp.
Nära den nuvarande huvudbyggnaden ligger också den gamla huvudbyggnaden som uppfördes på 1770. Byggnaden representerar rokokostil och den har byggts av släkten Ekestubbe som då ägde Olkkala gård. Den gamla huvudbyggnaden, som är en av Vichtis kommuns äldsta träbyggnader, är också skyddat av Museiverket.

## Bilder

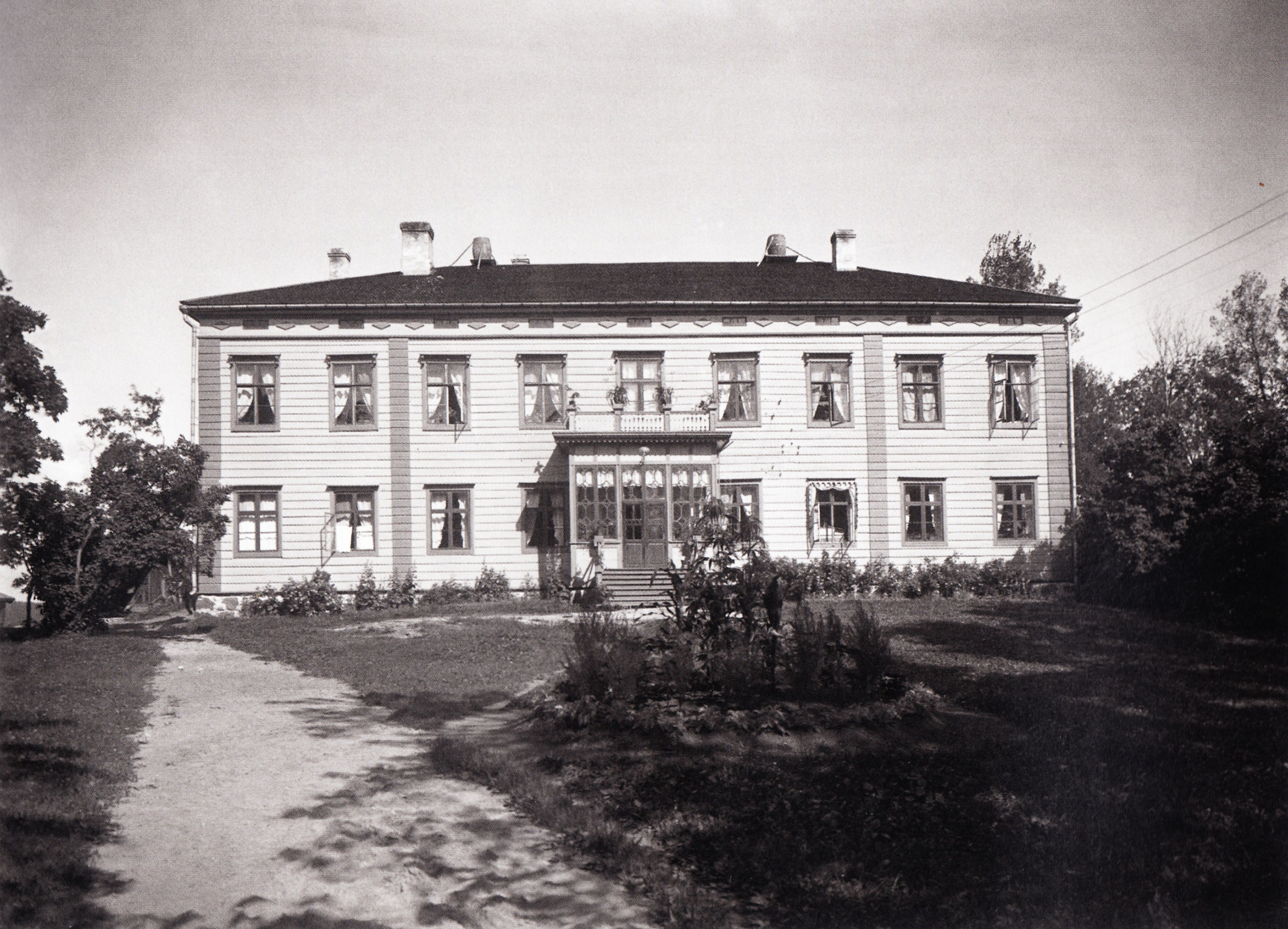
Olkkala gårds huvudbyggnad i början av 1900-talet.
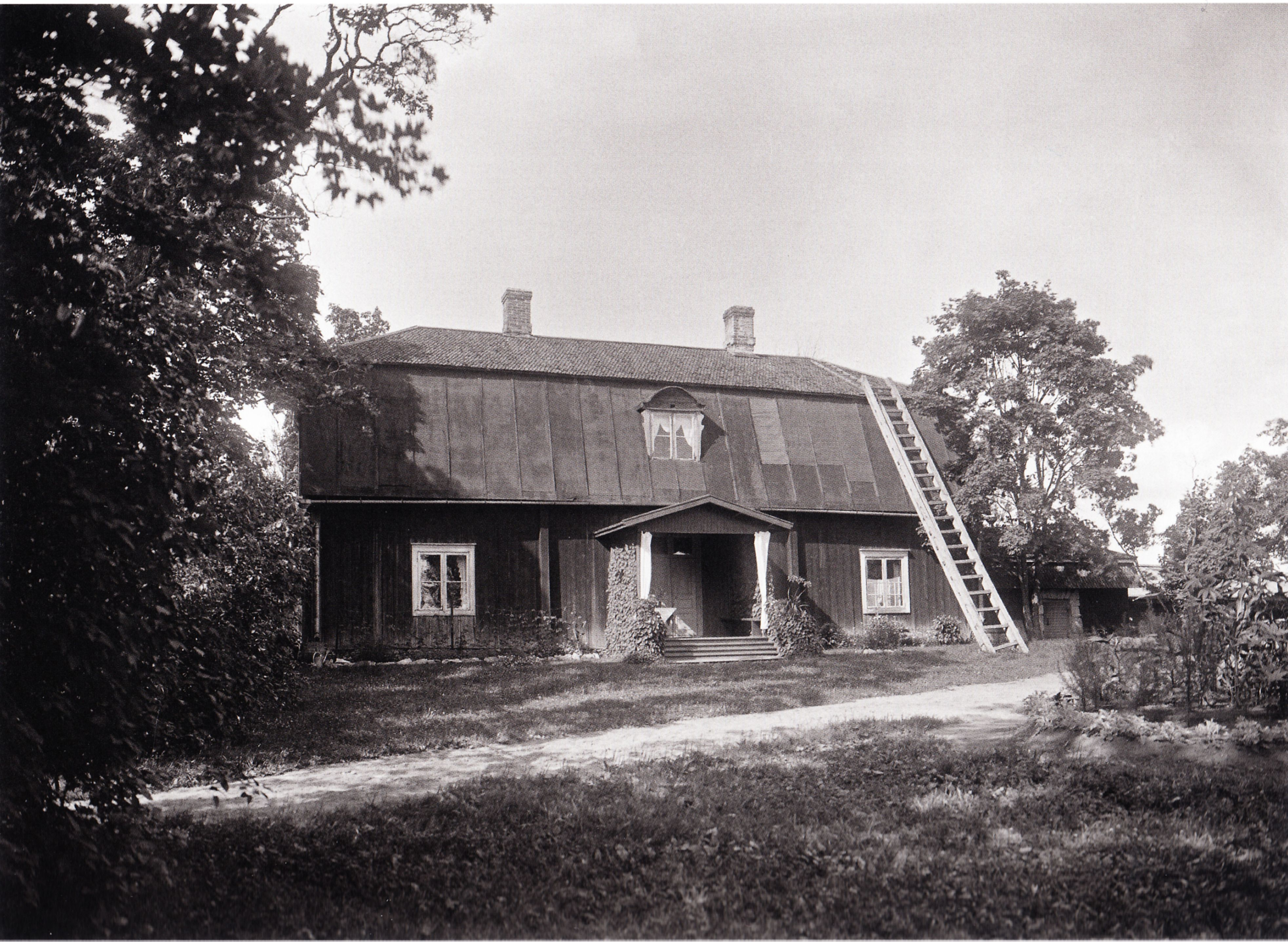
Olkkala gårds gamla huvudbyggnad.